# Regionalpark Žagarė

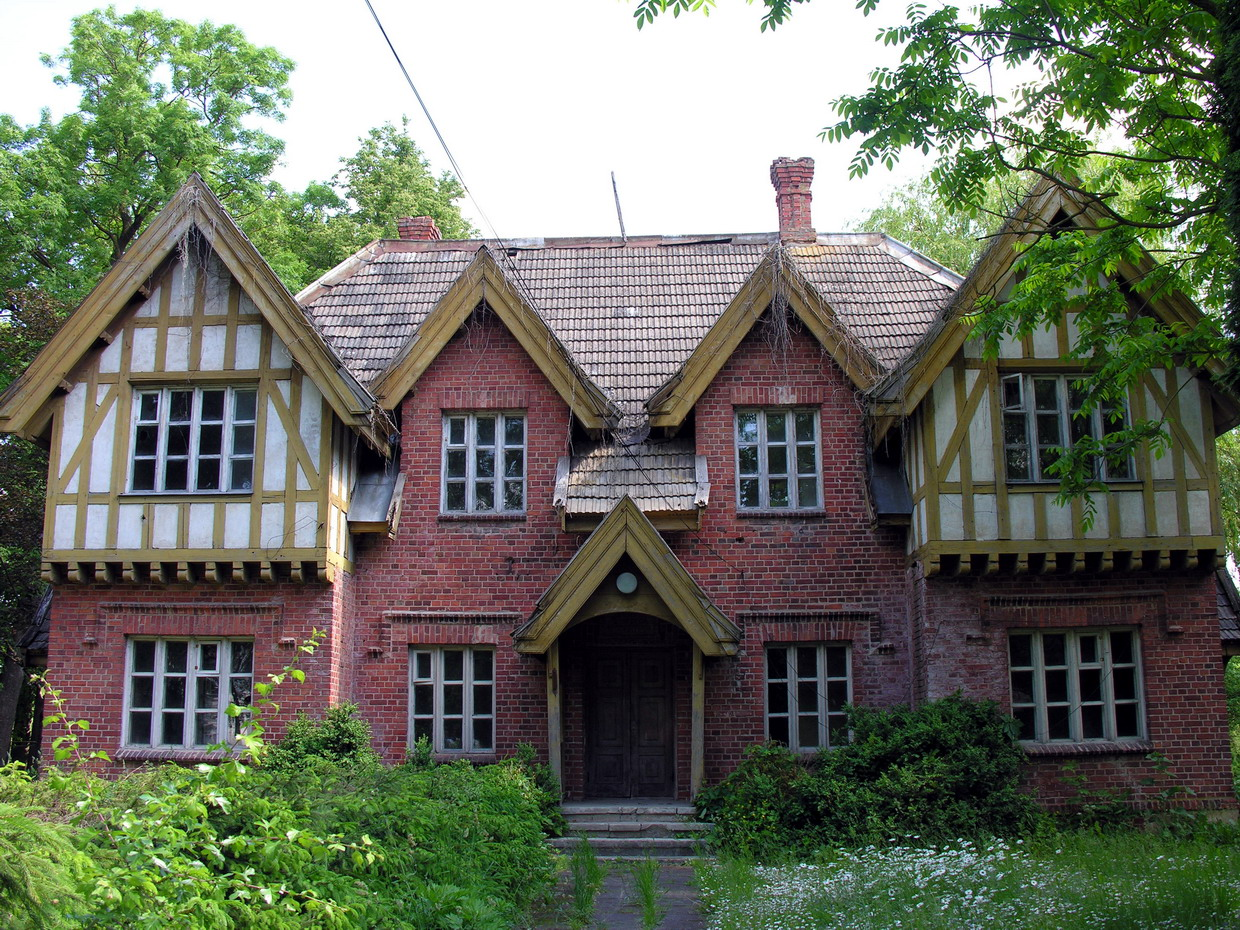
Gestüt in Žagarė

Der Regionalpark Žagarė ist ein 1992 errichteter Regionalpark in der Rajongemeinde Joniškis, Litauen, an der Grenze zu Lettland. Die Verwaltung befindet sich in Žagarė. Das Territorium beträgt 4930 ha, 59 % davon sind Wälder. Der Park schützt die Landschaft der Švėtė und den Wald Žagarė.
Es gibt ein Gestüt, die Wallburg Žvelgaitis und die Wallburg Raktuvė, urkundlich erwähnt 1298 in den livonischen Chroniken.